# Pterisanthes dalhousiae
Pterisanthes dalhousiae är en vinväxtart som beskrevs av Jules Émile Planchon. Pterisanthes dalhousiae ingår i släktet Pterisanthes och familjen vinväxter. Inga underarter finns listade i Catalogue of Life.